# Săliștea Nouă, Cluj
Săliștea Nouă (în maghiară Csonkatelep-Szelistye) este un sat în comuna Baciu din județul Cluj, Transilvania, România.

## Date geografice
Altitudinea medie: 500 m. 

## Istoric
Devastată, a rămas nelocuită din secolul al XIII-lea până în 1850. Terenul a aparținut în această perioadă localității învecinate Sumurducu.

## Galerie de imagini

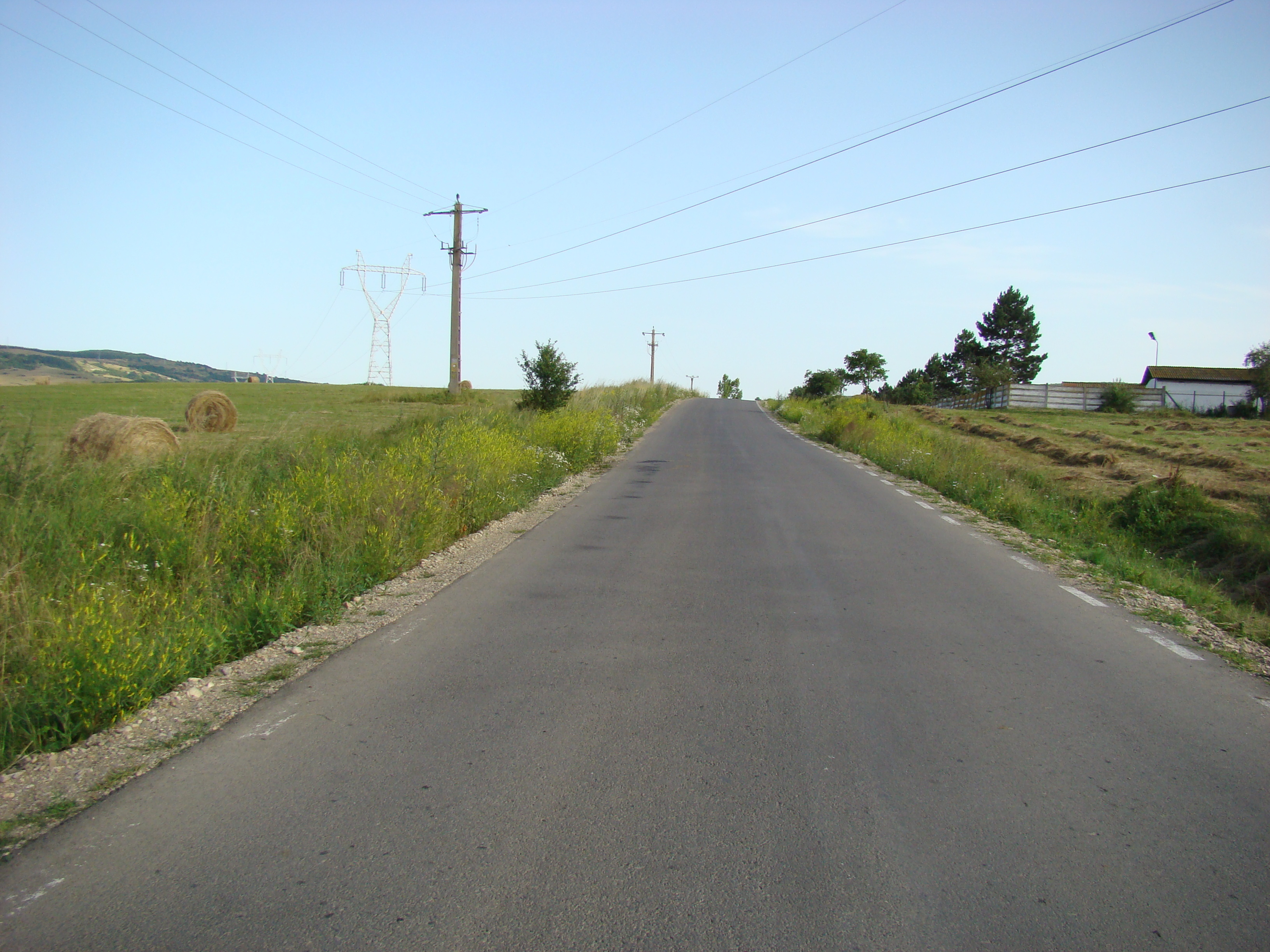
Drumul Corușu-Săliștea Nouă
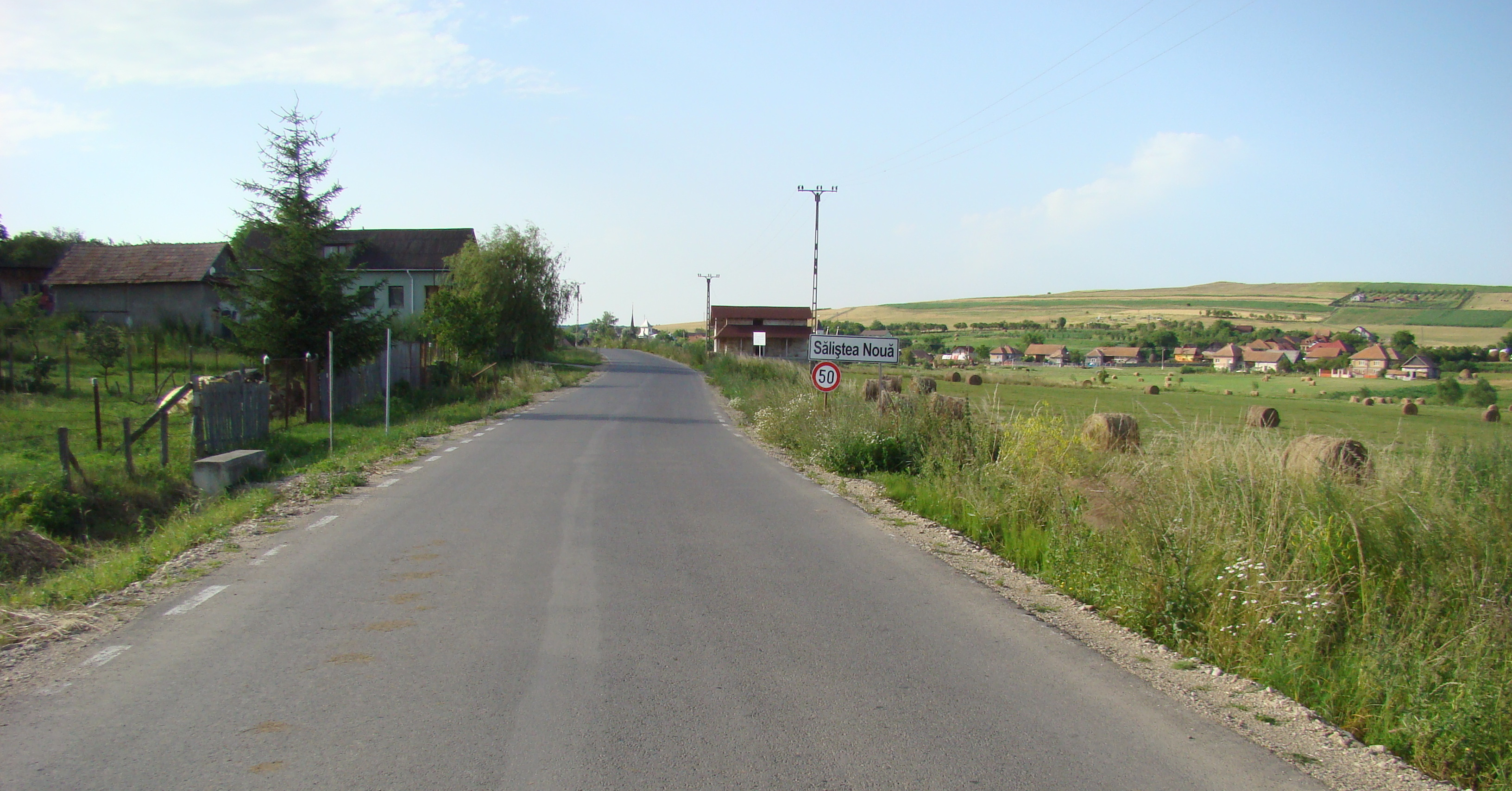
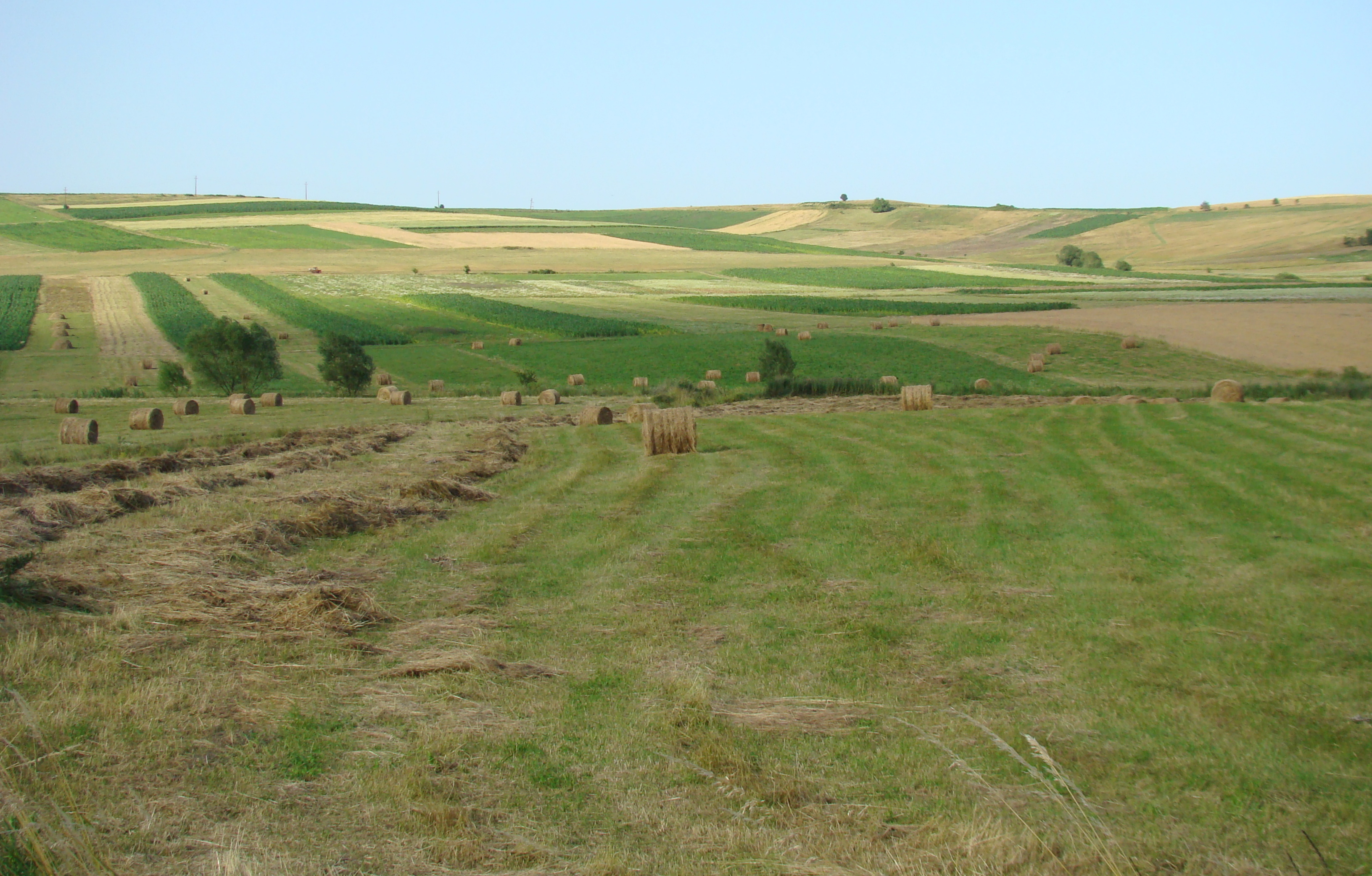
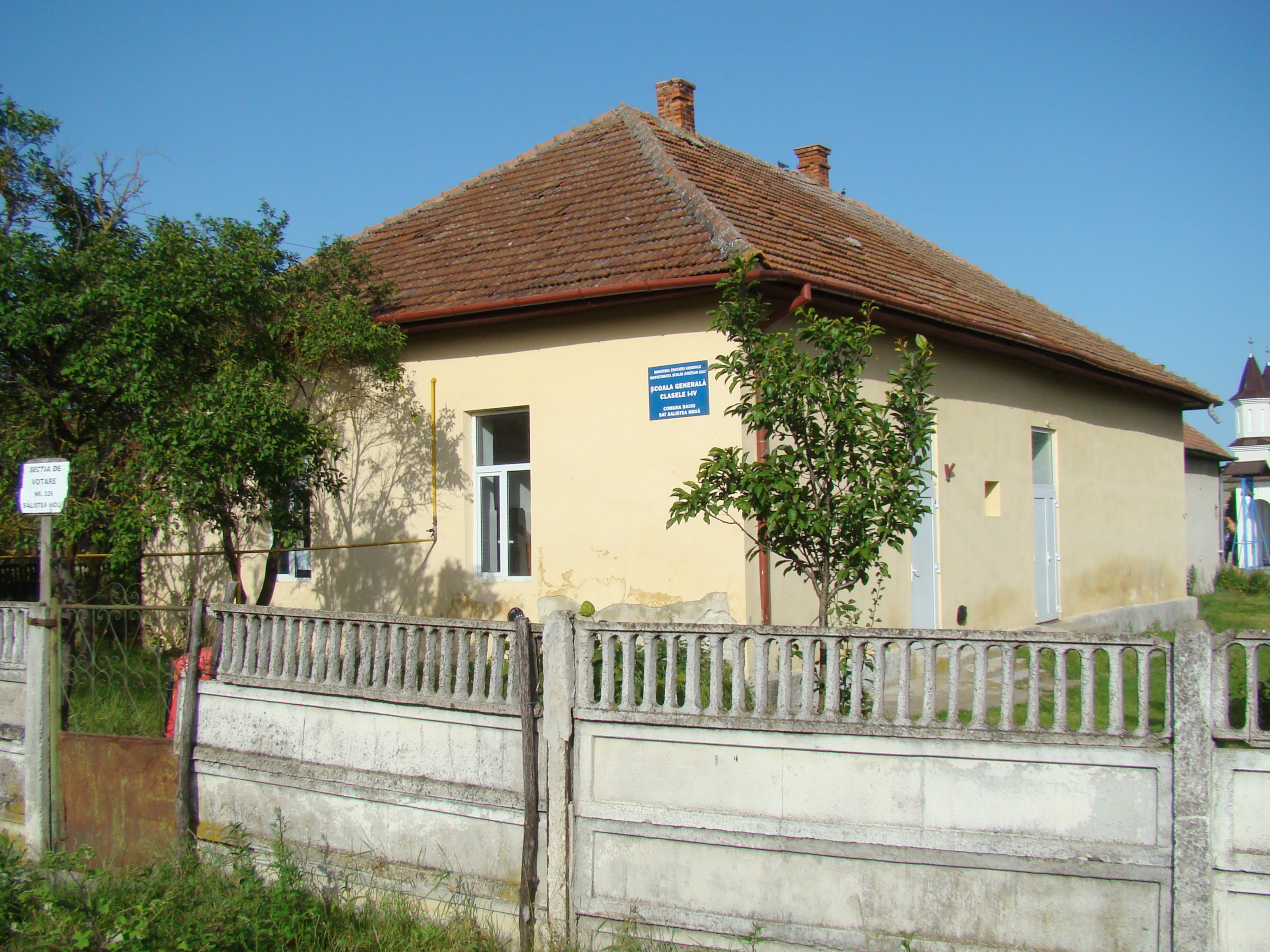
Școala
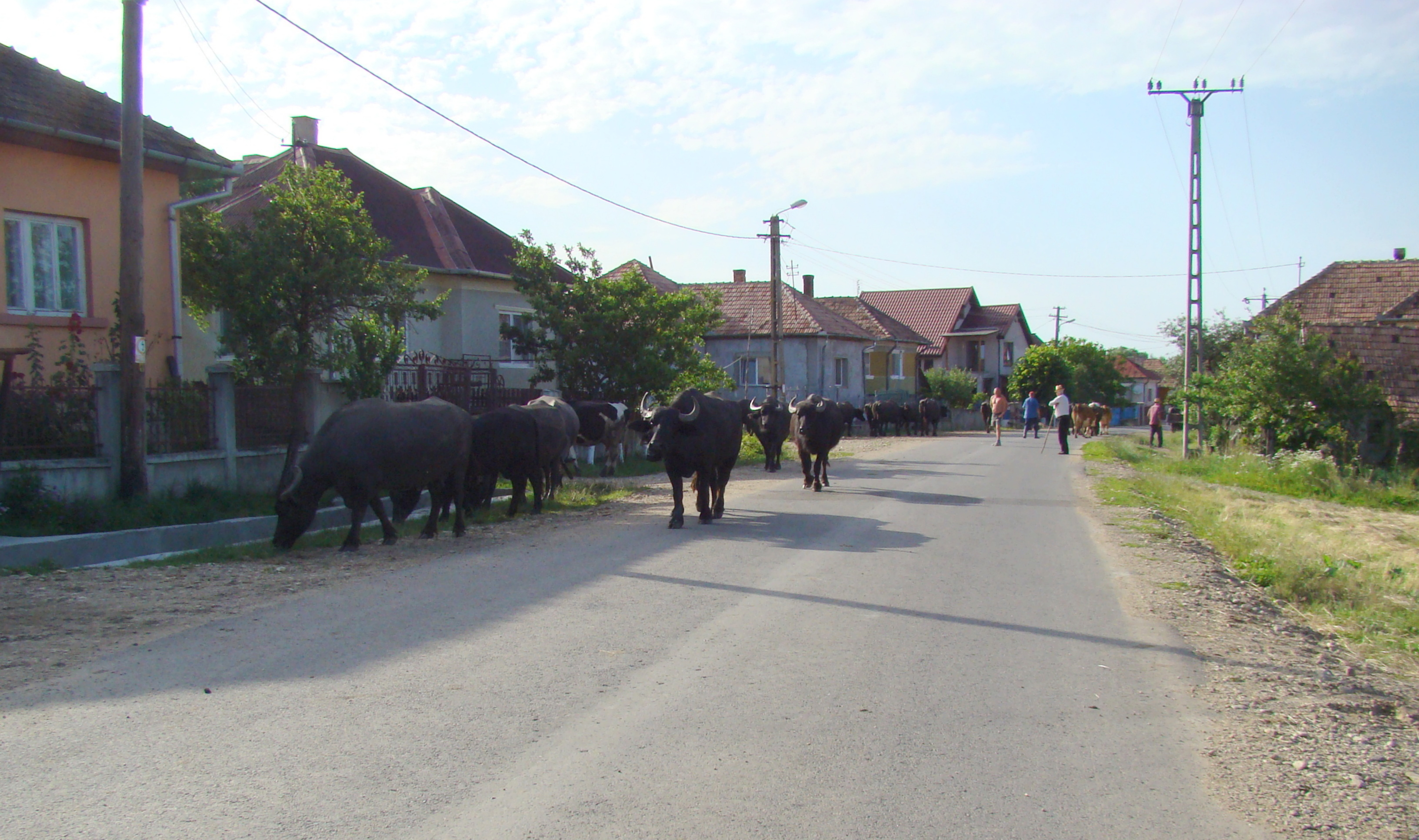
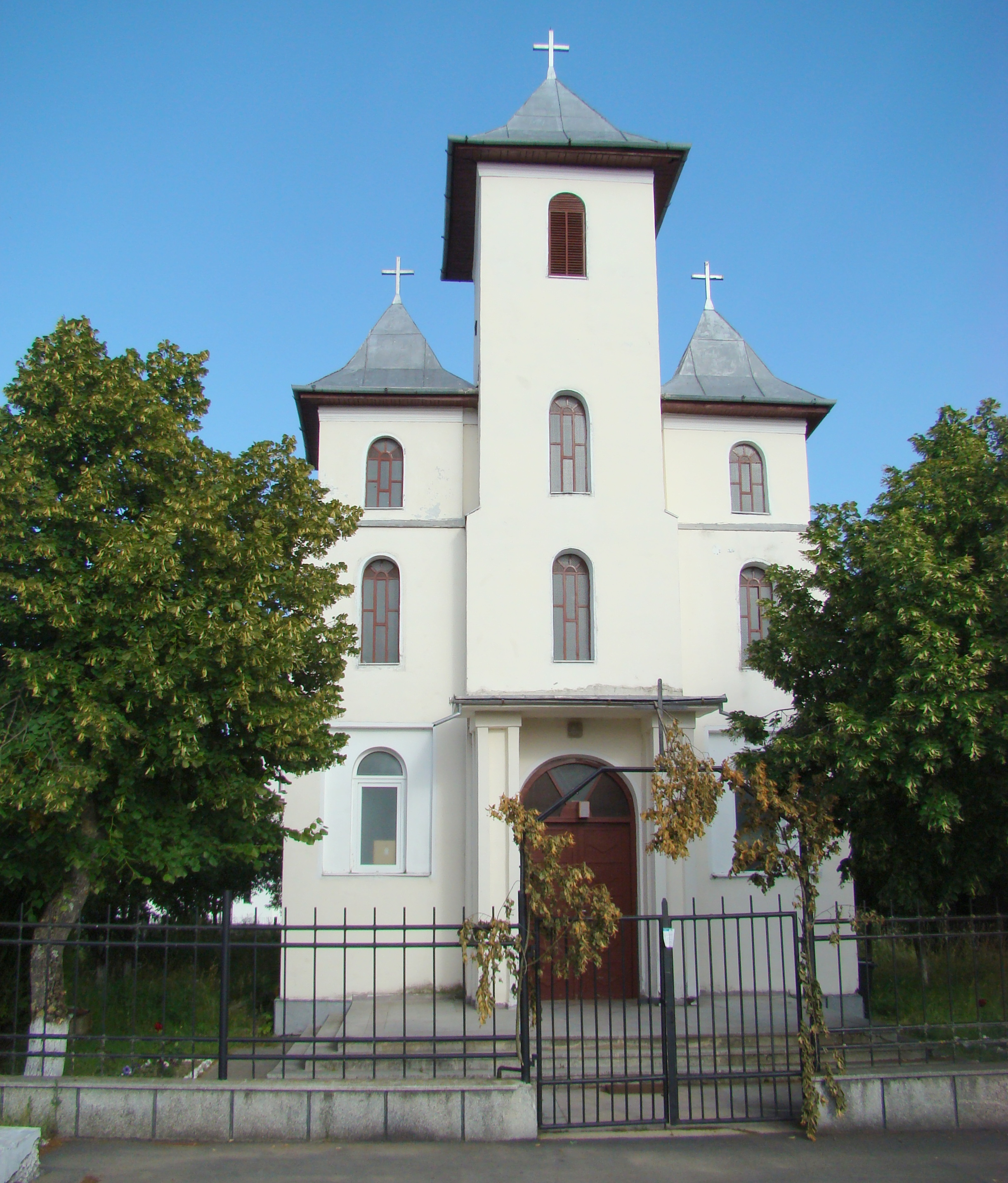
Biserica greco-catolică
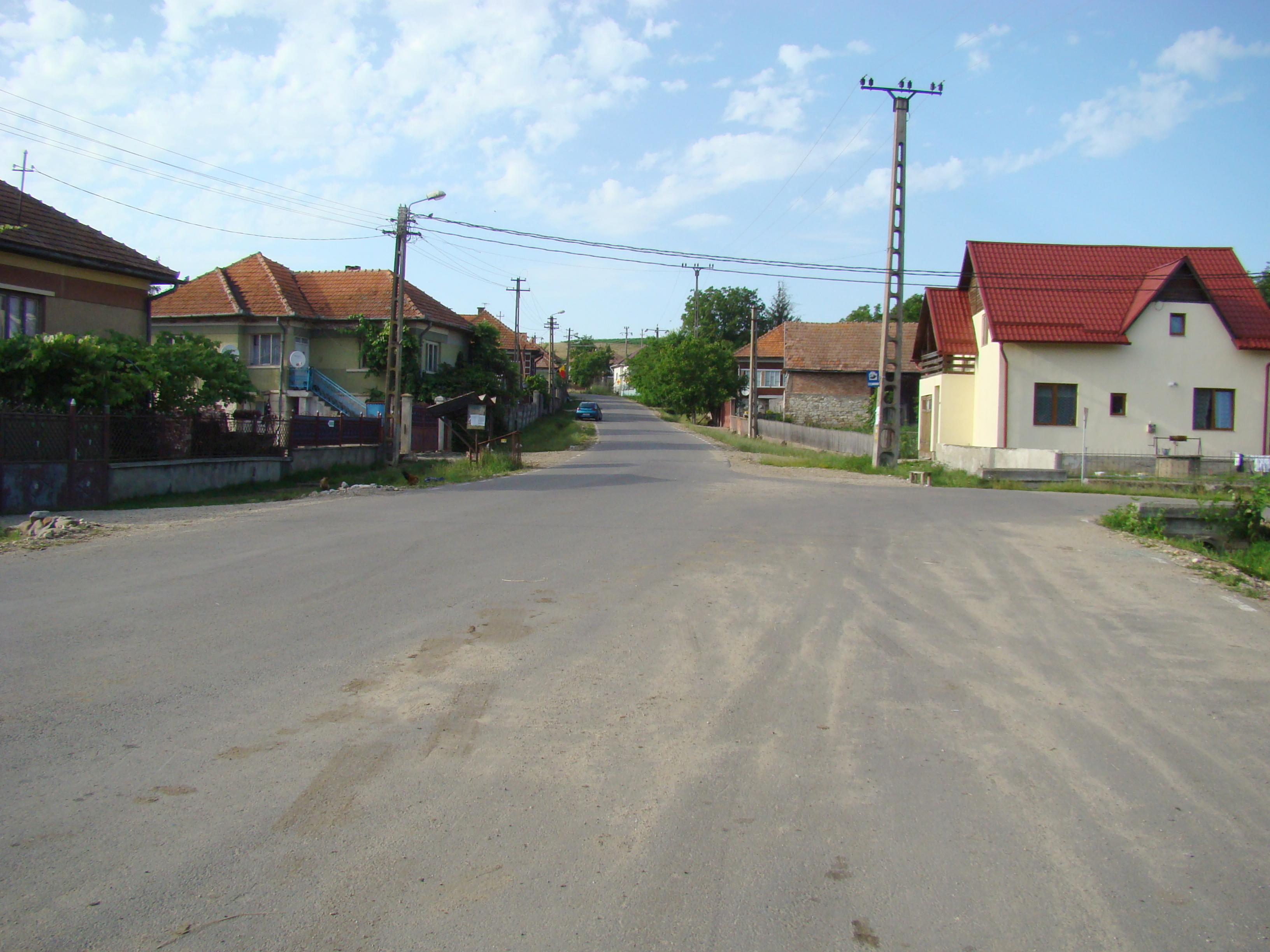
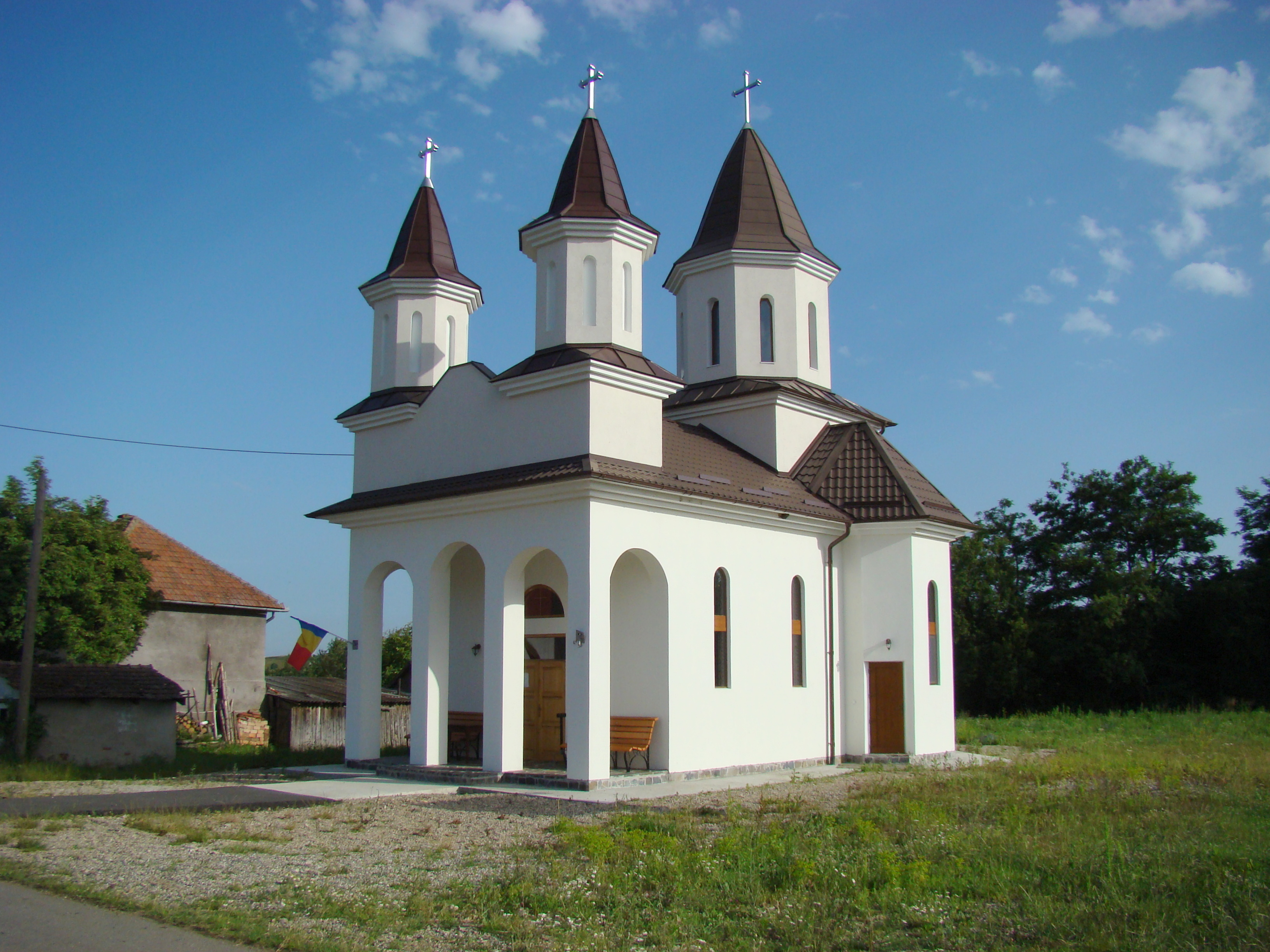
Biserica ortodoxă „Duminica Tuturor Sfinților”

## Legături externe
Materiale media legate de Săliștea Nouă la Wikimedia Commons